# Magnum (glass)

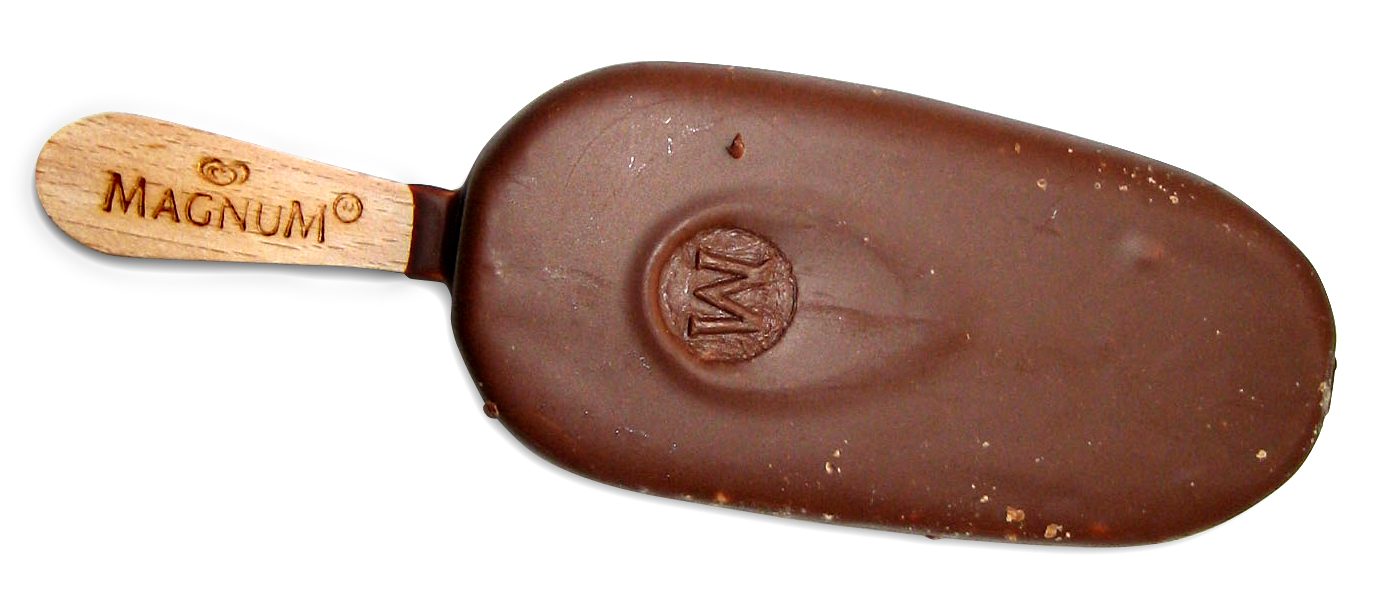
Magnum Classic

Magnum är ett glassvarumärke som ägs av brittisk-nederländska Unilever, och marknadsförs av GB Glace i Sverige, där den introducerades 1989. Magnum Classic består av vaniljglass täckt med mörk choklad.
Magnum-glassen skapades i danska Aarhus under sent 80-tal. Den började först produceras hösten 1988 av företaget Frisko.
Det finns sedan många år tillbaka ett stort sortiment av Magnum-glassar både i Sverige och i andra länder. I Grekland heter den dock inte Magnum, utan Magic.

## Magnum-glassar i Sverige
- Magnum Classic (1989, 1992)
- Magnum Mandel (1992)
- Magnum White (höst 1993)
- Magnum Double Caramel (1999-2003, 2004, 2016): Vaniljglass övertäckt med två lager choklad med kolasås emellan.
- Magnum Double Chocolate (2000-2001): Chokladgräddglass med mörk mjölkchoklad, kakaosås och kakaoöverdrag.
- Magnum Caramel and Nuts (2001-2003): Vaniljglass med mjölkchoklad, kolasås, jordnötter.
- Magnum Yoghurt Fresh (sommar 2002-2004, 2006-2008, 2016): Yoghurtglass med hallonsås doppad i mjölkchoklad.
- Magnum Strawberry White = 5 senses - Vision (2006)
- Magnum Ecuador Dark (2007)
- Magnum Colombia (2008): Vaniljglass med kaffesås övertäckt med choklad.
- Magnum Java (2008): Vaniljglass med mjölkchoklad gjord med kakaomassa från Java.
- Magnum Mayan Mystica (2008): Chokladglass täckt med mjölkchoklad och smak av kanel, honung och muskot.
- Magnum Temptation: Finns i tre sorter.
  - Chocolate (2009): Vaniljglass, browniebitar, chokladsås, bitar av vit choklad och överdrag av mörk choklad.
  - Caramel & Almonds (2009): Vanilj från Madagaskar, kaliforniska mandlar, kolasås och överdrag av mjölkchoklad.
  - Fruit (2010): Vaniljglass av Bourbontyp, skogsbärssås, bitar av tranbär och choklad och överdrag av choklad.
- Magnum Ghana (2011): Hasselnötsglass med chokladsås inuti och chokladöverdrag.
- Magnum Pink (2015-2017): Hallonglass med hallonsås, överdragen med mjölkchoklad samt ett rosafärgat överdrag[1].
- Magnum Black Espresso (2015-2016): Vaniljglass med espressokaffesås täckt av ett lager mörk choklad.
- Magnum Double Peanut Butter (2016-2017): Jordnötsglass övertäckt med två lager choklad (ljus och mörk) med salt kolasås emellan[2][1].
- Magnum Cookie Crumble (2017-2018): Vaniljglass med kaksmak i överdrag av mörk choklad med kexbitar[3][4].
- Magnum Double Coconut (2017-2018): Kokosnötsglass med överdrag av chokladsås mellan chokladlager[3][4].
- Magnum Double Raspberry (2017): Hallonglass med överdrag av hallonsås mellan lager av choklad[3].
- Magnum White Almond: Glass med överdrag av vit choklad med mandel. Slutade säljas under 2021[5].
- Magnum No Added Sugar Vanilla Caramel: Vaniljglass med salt kolasås och mjölkchokladtäcke.
- Magnum Salted Caramel & Glazed Almonds: Kolaglass med kolasås som doppats i choklad med glaserade mandelbitar.
- Magnum Intense Dark (2018): Chokladglass doppad i ett lager mörk choklad[6].
- Magnum Chocolate & Hazelnut Praliné (2018): Hasselnötsglass med en ton av karamell som täcks av choklad och karamelliserade hasselnötter[6]. Säljs inte längre.
- Magnum Mint (2018): Mintglass täckt av mjölkchoklad med sockerkrisp[6].
- Magnum Vegan (2018)[7]: 
  - Classic: Vaniljglass med chokladöverdrag.
  - Almond: Vaniljglass övertäckt av vegansk choklad med mandelbitar.
- Magnum Brownie (2019): En chokladkaka och vaniljglass med kolasås doppade i choklad[8].
- Magnum White Chocolate & Cookies (2019-2021): Vaniljglass med kexsmulor och chokladsås doppad i vit choklad med kexbitar[5].
- Magnum Ruby (2020): Vit chokladglass med en hallonswirl som doppats i rosa choklad[9].
- Magnum Double Gold Caramel Billionaire(2021): Pekannöts- och kexglass omsluten av salt kolasås samt guldfärgad choklad med kolasmak och kexbitar i[10]:
- Magnum Vegan Sea Salt Caramel (2022): Vegansk saltkaramellglass med mörk chokladöverdrag [11]:
- Magnum Vegan Raspberry Swirl (2023): Vegansk hallonglass med virvlar av hallonsås doppad i vegansk Magnum Classic-choklad[12].